# Giedus van Roosendaal
Giedus van Roosendaal (Tilburg, 15 januari 1935) is een Nederlands voormalig voetballer.
Van Roosendaal speelde voor Willem II in de jaren 60. Na zijn carrière werd hij ook keeperstrainer in het tijdperk van Piet de Visser.

## Willem II
Van Roosendaal heeft ook veel nevenactiviteiten voor de club gedaan, zo is hij lid van oude glorie. Samen met Piet de Jong en Jan van Roessel richtte hij een penaltybokaal op met als doel de jeugd meer te betrekken bij het voetbal en de club Willem II. 